# Treron pompadora
Il piccione verde di Sri Lanka o piccione verde della Pompadour (Treron pompadora J. F. Gmelin, 1789) è un uccello della famiglia dei Columbidi diffuso nello Sri Lanka.